# Shade Gap
Shade Gap es un borough ubicado en el condado de Huntingdon en el estado estadounidense de Pensilvania. En el año 2000 tenía una población de 97 habitantes y una densidad poblacional de 812 personas por km².

## Geografía
Shade Gap se encuentra ubicado en las coordenadas 40°10′48″N 78°51′56″O / 40.18000, -78.86556.

## Demografía
Según la Oficina del Censo en 2000 los ingresos medios por hogar en la localidad eran de $18,125 y los ingresos medios por familia eran $23,438. Los hombres tenían unos ingresos medios de $23,125 frente a los $15,000 para las mujeres. La renta per cápita para la localidad era de $9,557. Alrededor del 19.5% de la población estaba por debajo del umbral de pobreza.